# Pitigliano
Pitigliano je mesto in istoimenska občina v italijanski pokrajini Grosseto, v deželi Toskana, območju Maremma. Mesto stoji na visokem pomolu iz tufa, ki se dviguje nad rekami Olpeta, Fiora in Lente.
Čudovito staro mesto je znano kot mali Jeruzalem, zaradi zgodovinske prisotnosti judovske skupnosti, ki je bila vedno dobro vpeta v družbeni kontekst in ima svojo sinagogo.

## Zgodovina
Pitigliano z okolico je bil naseljen že v obdobju Etruščanov, prva pisna omemba naselja pa sega v leto 1061. V zgodnjem 13. stoletju je mesto pripadalo družini Aldobrandeschi, sredi stoletja pa je postalo glavno mesto okoliške pokrajine. 
Leta 1293 je okrožje prešlo pod oblast rodbine Orsini, ki je začela 150 let trajajoče spopade z mestom Siena. Kot posledica neprestanih vojskovanj je bil leta 1455 sklenjen kompromis: Siena je Pitiglianu priznala status okrožja, ki se je v zameno podredil vrhovnemu gospostvu Siene.
Od tega časa dalje je zgodovina Pitigliana vedno bolj nanašala na širša ozemlja, sprva Velike vojvodine Toskane (1562) in nato Kraljevine Italije.

## Znamenitosti

### Etruščanski ostanki
Pitigliano je dom številnih umetnih tvorb v tufu, različnih globin, od manj kot enega metra do več kot 10 metrov. Na dnu teh tvorb (italijansko tagliate) so vklesani kanali, menda za vodo, čeprav so nekateri v obliki stopnic. Namen ni znan: tri glavne teorije so, da so to bile ceste, kamnolomi ali vodni sistemi; sevajo navzven od podnožja Pitigliana, vse do rek, nato pa nazaj na vrh planote, ki obdaja mesto. Nekaj zelo kratkih etruščanskih napisov naj bi bilo najdenih na stenah teh tvorb, vendar so slabo dokumentirani.

### Srednjeveške in renesančne stavbe
- Nekdanja stolnica sv. Petra in Pavla.
- Cerkev Santa Maria.
- trdnjava Orsini, ki je današnje stanje dosegla leta 1545, vendar predstavlja predelavo prejšnje srednjeveške trdnjave
- mestno obzidje in vrata, od katerih so najbolje ohranjena Porta Sovana.
- ostanki visokega in zelo vidnega akvadukta na samem vrhu pomola.

### Sinagoga in judovska skupnost
Nekaj sto let je bil Pitigliano obmejno mesto med Velikim vojvodstvom Toskana in Papeške države na jugu. Zaradi tega je bila v mestu cvetoča in dolgoživa judovska skupnost, ki so jo večinoma sestavljali ljudje, ki so med protireformacijskim preganjanjem bežali iz Rima. Judje v mestu so eno od votlin uporabljali za svoj obredni pasha maca (italijansko forno delle azzime) - značilen ploščat nekvašen kruh, ki je bil podrobno opisan v Klasični kuhinji italijanskih Judov Edda Servija Machlina. Po razglasitvi rasnih zakonov pod nacističnim vplivom so se vsi Judje v mestu izognili zajetju s pomočjo svojih krščanskih sosedov. Čeprav mesta ni zapustilo veliko Judov, teh ni dovolj za oskrbo minjan, je sinagoga (iz leta 1598, opremljena iz 17. in 18. stoletja) občasno še vedno urejena. Obnovljena je bila leta 1995.

### "Tempietto"
Tempietto (majhen tempelj) je majhna jama, verjetno naravnega izvora, ki leži nekaj sto metrov zunaj osrednjega okrožja, vendar daleč nad dolino Lente, vendar jo je človek precej predelal. Njegov namen in graditelji ostajajo neznani. Lokalno se omenja kot starokrščanski tempietto, vendar to ni bilo nikoli potrjeno; datirati mora v pozno antiko ali zgodnji srednji vek, čeprav bi lahko nadomestil etruščanski ali rimski arcosolium - obokana vdolbina za sarkofag.

### Akvadukt
Impresiven akvadukt je bil postavljen sredi 16. stoletja, dokončan je bil šele v 17. stoletju pod Medičejci.
- Cerkev sv. Roka
- Relief na cerkvi sv. Marije in sv. Roka
- Palazzo Orsini
- Predmeti v Museo civico archeologico
- Akvadukt (na sliki levo) in združitev tufa in hiš
- Ulica v starem mestu
- Mali Jeruzalem ponoči